# Metropolregion Rheinland
| Metropolregion Rheinland | Metropolregion Rheinland                                           |
| ------------------------ | ------------------------------------------------------------------ |
| Land:                    | Nordrhein-Westfalen                                                |
| Landschaftsverband:      | Rheinland                                                          |
| Regierungsbezirke:       | Düsseldorf, Köln                                                   |
| Fläche:                  | 12.277,71 km²                                                      |
| Einwohner:               | 8.711.712 (31. Dezember 2021)                                      |
| Bevölkerungsdichte:      | 710 Einwohner pro km²                                              |
| Gliederung:              | 12 Kreise, 11 kreisfreie Städte, 01 Kommunalverband besonderer Art |
| Webpräsenz:              | metropolregion-rheinland.de                                        |
| Daten zum Verein         |                                                                    |
| Gründung:                | 20. Februar 2017                                                   |
| Rechtsform:              | eingetragener Verein                                               |
| Vorsitzender:            | Stephan Keller (CDU), Oberbürgermeister Düsseldorfs                |
| Geschäftsführer:         | Thomas Schauf                                                      |

Metropolregion Rheinland (in Dunkelblau) in Deutschland

Die Metropolregion Rheinland umfasst räumlich 24 Gebietskörperschaften in den Regierungsbezirken Düsseldorf und Köln in Nordrhein-Westfalen. Der gleichnamige Verein hat dieses Gebiet definiert. Ziele des Vereins sind, „das Rheinland als Metropolregion von europäischer Bedeutung im nationalen, europäischen und globalen Wettbewerb noch erfolgreicher zu machen, das Rheinland als Wohn- und Wirtschaftsstandort noch attraktiver zu gestalten und die Wahrnehmung als Region nach innen und außen zu stärken.“ Die Metropolregion Rheinland zählt 8,7 Millionen Einwohner (31. Dezember 2021).

## Geschichte
Der Verein Metropolregion Rheinland e. V. wurde am 20. Februar 2017 gegründet und ist damit die jüngste Metropolregion Deutschlands. Erster Vorsitzender des Vereins war von 2017 bis 2019 der Düsseldorfer Oberbürgermeister Thomas Geisel (SPD). Von 2019 bis 2021 war Kölns Oberbürgermeisterin Henriette Reker Vorsitzende des Vereins. Anfang Juli 2021 wurde turnusmäßig von der Mitgliederversammlung der Düsseldorfer Oberbürgermeister Stephan Keller (CDU) zum Vorstandsvorsitzenden und Verwaltungsrat gewählt.

## Verein Metropolregion Rheinland
Gründungsmitglieder sind die obersten Vertretungen folgender Körperschaften des öffentlichen Rechts:
- Aachen, Bonn, Düsseldorf, Duisburg, Köln, Krefeld, Leverkusen, Mönchengladbach, Remscheid, Solingen, Wuppertal,
- Kreis Düren, Kreis Euskirchen, Kreis Heinsberg, Kreis Kleve, Kreis Mettmann, Kreis Viersen, Kreis Wesel, Oberbergischer Kreis, Rheinisch-Bergischer Kreis, Rhein-Erft-Kreis, Rhein-Kreis Neuss, Rhein-Sieg-Kreis,
- Städteregion Aachen,
- Landschaftsverband Rheinland,
- Handwerkskammer Aachen, Handwerkskammer Düsseldorf, Handwerkskammer zu Köln,
- IHK Aachen, IHK Bonn/Rhein-Sieg, IHK Düsseldorf, IHK Duisburg-Wesel-Kleve, IHK Köln, IHK Mittlerer Niederrhein, IHK Wuppertal-Solingen-Remscheid.

Der Sitz des Vereins ist Köln.

## Gebiet
Die Metropolregion Rheinland umfasst ein Gebiet mit einer Fläche von 12.277,71 Quadratkilometern. Bei der Berücksichtigung der gesamten Einwohnerzahl der Metropolregion ist zu berücksichtigen, dass die Stadt Aachen kreisfrei und zugleich der Städteregion Aachen angehört. Dies bedeutet, dass die Einwohnerzahl der Stadt Aachen doppelt gezählt wurde. Alle zur Metropolregion zählenden Gebietskörperschaften haben rund 8,7 Millionen Einwohner. Somit liegt die Bevölkerungsdichte bei 710 Einwohnern pro Quadratkilometer.
| Gebietskörperschaft              | Bevölkerung 31. Dezember 2023 | Fläche in km² |
| -------------------------------- | ----------------------------- | ------------- |
| Aachen 1 (AC)                    | 263.772                       | 160,85        |
| Bonn (BN)                        | 321.680                       | 141,06        |
| Duisburg (DU)                    | 503.185                       | 232,81        |
| Düsseldorf (D), Landeshauptstadt | 616.319                       | 217,41        |
| Köln (K)                         | 1.024.408                     | 405,02        |
| Krefeld (KR)                     | 230.393                       | 137,78        |
| Leverkusen (LEV)                 | 167.850                       | 78,87         |
| Mönchengladbach (MG)             | 267.667                       | 170,47        |
| Remscheid (RS)                   | 114.061                       | 74,52         |
| Solingen (SG)                    | 166.078                       | 89,54         |
| Wuppertal (W)                    | 358.592                       | 168,39        |
| Kreis Düren (DN)                 | 278.462                       | 941,37        |
| Kreis Euskirchen (EU)            | 201.841                       | 1.248,73      |
| Kreis Heinsberg (HS)             | 262.149                       | 627,99        |
| Kreis Kleve (KLE)                | 319.928                       | 1.232,99      |
| Kreis Mettmann (ME)              | 489.760                       | 407,22        |
| Kreis Viersen (VIE)              | 297.504                       | 563,28        |
| Kreis Wesel (WES)                | 457.545                       | 1.042,80      |
| Oberbergischer Kreis (GM)        | 273.963                       | 918,84        |
| Rheinisch-Bergischer Kreis (GL)  | 283.607                       | 437,32        |
| Rhein-Erft-Kreis (BM)            | 476.412                       | 704,62        |
| Rhein-Kreis Neuss (NE)           | 457.398                       | 576,52        |
| Rhein-Sieg-Kreis (SU)            | 605.283                       | 1.153,21      |
| Städteregion Aachen 1 (AC)       | 582.463                       | 706,95        |
| Gesamt (24)                      | 8.711.712                     | 12.277,71     |

## Trivia
Obwohl Oberhausen, Essen und Mülheim an der Ruhr teilweise zum Rheinland gezählt werden und diese Städte auch Mitglied im Landschaftsverband Rheinland sind, sind die drei Städte nicht der Metropolregion Rheinland angeschlossen, sondern der Metropole Ruhr. Die Stadt Duisburg und der Kreis Wesel sind dagegen der Metropole Ruhr und der Metropolregion Rheinland angeschlossen. Ohnehin wird nur der politisch heute in Nordrhein-Westfalen gelegene Teil des gemeinen und historischen (deutlich größeren) Rheinlandes berücksichtigt, zu dem unter anderem eigentlich auch die rheinland-pfälzischen Regionen um Trier und Koblenz gehören.